# 小行星4728
小行星4728（英語：4728 Lyapidevskij）是一颗围绕太阳公转的小行星。1979年11月11日，尼古拉·切爾尼赫在克里米亚发现了此天体。
这颗小行星的绝对星等为21.01769357501827等。